# Andrzej de Tchorzewski
Andrzej Michał Tomasz de Tchorzewski (ur. 22 września 1943 w Chełmnie, zm. 2 stycznia 2024 w Krakowie) – polski pedagog i teoretyk wychowania. Ukończył studia na Wydziale Humanistycznym Wyższej Szkoły Pedagogicznej w Gdańsku, uzyskując dyplom magistra pedagogiki w roku 1969. W 1974 roku obronił pracę doktorską, a w roku 1986 uzyskał stopień naukowy doktora habilitowanego nauk humanistycznych na Wydziale Humanistycznym Uniwersytetu Gdańskiego. W 1996 roku prezydent RP nadał mu tytuł naukowy profesora nauk humanistycznych.
W latach 1969–1975 pracował w Wyższej Szkole Nauczycielskiej/Pedagogicznej w Olsztynie. Od roku 1975 do 2003 związany był z Wyższą Szkołą Pedagogiczną/Akademią Bydgoską im. Kazimierza Wielkiego w Bydgoszczy, gdzie jako adiunkt pełnił funkcje kierownika Zakładu Teorii i Historii Wychowania (1976–1987), jako docent – kierownika Zakładu Teorii Wychowania (1987–1990) i jako profesor kierownika Katedry Teorii Wychowania i Deontologii Nauczycielskiej (1990–2003). Ponadto był w latach 1998–2001 dyrektorem Instytutu Pedagogiki.
W latach 1987–1990 był prorektorem ds. nauczania, zaś w latach 1990–1996 oraz 1999–2002 pełnił funkcję rektora Wyższej Szkoły Pedagogicznej/Akademii Bydgoskiej im. Kazimierza Wielkiego.
W latach 2003–2005 jako profesor zwyczajny kierował Katedrą Teorii Wychowania, Deontologii Nauczycielskiej i Aksjologii Pedagogicznej w Akademii Pedagogicznej im. Komisji Edukacji Narodowej w Krakowie.
W latach 2005–2013 był profesorem zwyczajnym Akademii Wychowania Fizycznego im. Bronisława Czecha w Krakowie, gdzie kierował Zakładem Pedagogiki, a w latach 2005–2008 pełnił funkcję wicedyrektora ds. naukowych w Instytucie Nauk Humanistycznych. W 2009 roku zorganizował Katedrą Pedagogiki Ogólnej i Historii Myśli Pedagogicznej w Wyższej Szkole Pedagogicznej TWP w Warszawie. Od 2013 roku jest profesorem zwyczajnym w Akademii Ignatianum w Krakowie, gdzie kierował Katedrą Pedagogiki Ogólnej i Teorii Wychowania.
Opublikował 28 prac autorskich, współautorskich, redakcyjnych oraz 195 artykułów i studiów w czasopismach krajowych i zagranicznych. Wygłosił ponad 100 referatów na konferencjach i seminariach w Polsce i za granicą. Odbył staże naukowe w Niemczech, Szwajcarii, Danii, Rosji, Czechach i na Słowacji.
Był członkiem kolegium redakcyjnego Ars Educandi, Episteme, Rocznika Pedagogiki Rodziny, Chowanny, Wersu, Innowacji w Edukacji Akademickiej, Łódzkich Studiach Pedagogicznych, Studia Paedagogica Ignatiana.
Zainteresowania badawcze koncentruje wokół zagadnień teorii wychowania, aksjologii pedagogicznej, etyki i deontologii nauczycielskiej, pedeutologii, filozofii wychowania.
Wypromował 85 licencjatów, 435 magistrów i 13 doktorów. Recenzował i opiniował 29 prac doktorskich, habilitacyjnych i wniosków o nadanie tytułu profesora.